# Les Productions du trésor
Les Productions du Trésor devenues depuis Trésor Films est une société créée en 1995 par Alain Attal.
Il a produit plus de 30 films à ce jour. En juin 2016, il crée Trésor Prod spécialisée dans la production audiovisuelle puis en octobre 2019 une filiale destinée à la distribution des films en salle, Trésor Cinéma.
Il a obtenu au total 82 nominations aux César dont 11 prix décernés, il a également été sélectionné 9 fois en sélection officielle lors du Festival de Cannes.

## Filmographie
- 1998 : Je taim
- 1999 : Trait d'union
- 2000 : J'peux pas dormir…
- 2001 : Boomer
- 2002 : Mon idole
- 2002 : Good Luck Mr. Grosky
- 2004 : Narco
- 2004 : Rien de grave
- 2006 : Ne le dis a personne
- 2006 : Selon Charlie
- 2007 : Pur Week-end
- 2007 : Santa Closed
- 2008 : Intrusions
- 2008 : Seuls Two
- 2009 : Le Concert
- 2010 : Le Siffleur
- 2010 : Un balcon sur la mer
- 2010 : Les petits mouchoirs
- 2011 : Polisse
- 2012 : Populaire
- 2012 : La fleur de l'âge
- 2012 : Radiostars
- 2013 : Blood Ties
- 2013 : Möbius
- 2014 : La prochaine fois je viserai le cœur
- 2014 : SMS
- 2014 : Elle l'adore
- 2014 : Je te survivrai
- 2015 : Les Cowboys
- 2015 : Mon roi
- 2016 : La Danseuse
- 2016 : Mal de pierres
- 2017 : Rock'n Roll
- 2017 : Gangsterdam
- 2018 : Le Grand Bain
- 2018 : Pupille
- 2019 : Le Chant du loup
- 2019 : Nous finirons ensemble
- 2019 : Les Traducteurs
- 2021 : Lui
- 2020 : Comment je suis devenu super-héros
- 2021 : L'Origine du monde
- 2023 : Astérix et Obélix : L'Empire du Milieu [1],[2]